# No. 47 (Royal Marines) Commando
No. 47 (Royal Marines) Commando je bil Commando Oboroženih sil Združenega kraljestva, ki so ga sestavljali kraljevi marinci.

## Zgodovina
Enota je bila ustanovljena avgusta 1943. Sodelovala je v operaciji Overlord. Razpuščena je bila 31. januarja 1946. 